# Nang Yai

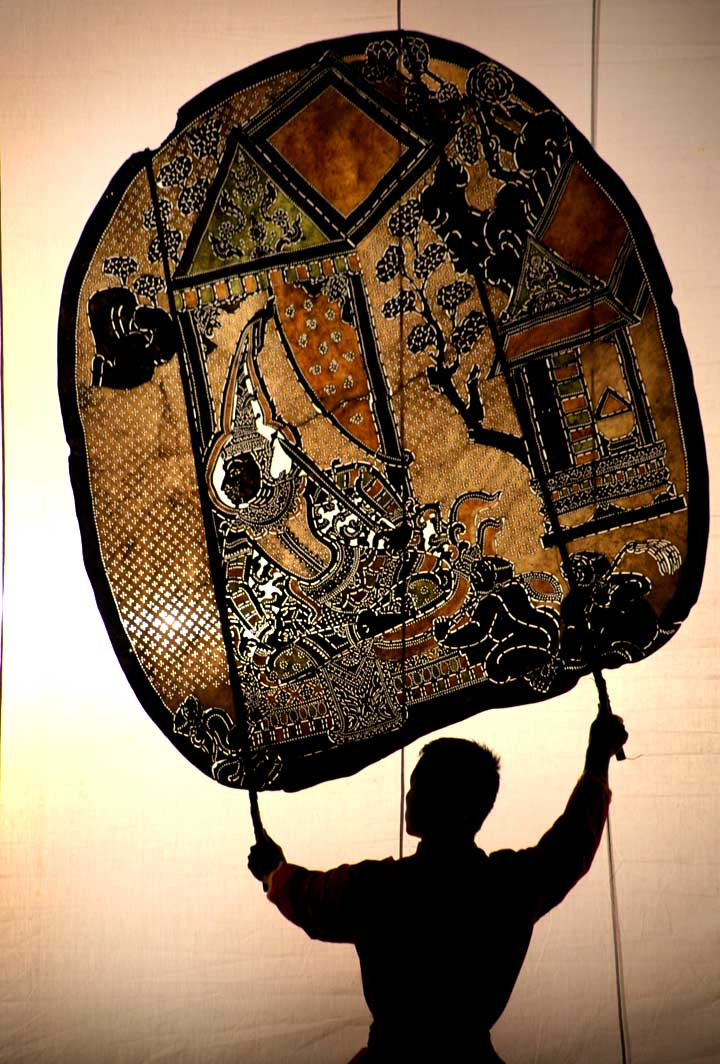
Nang yai am Abend: Der Held Phra Ram (entspricht in der indischen Mythologie Rama), von Affen umgeben

Nang yai (Thai หนังใหญ่), auch nang luang, früher nang, ist eine zu den Schattenspielen gezählte Schauspielgattung mit großen Bildtafeln aus Pergament, die im Zentrum Thailands um die Hauptstadt Bangkok gepflegt wird. Die unbeweglichen Figurenplatten werden von jeweils einem Akteur getragen und tänzerisch zur Musik bewegt. Bei der häufigeren nächtlichen Form, dem eigentlichen nang yai, tanzen die Spieler vor und hinter einem von hinten beleuchteten Bildschirm. Beim selteneren nang rabam agieren die Spieler nachmittags bis abends ausschließlich vor dem Schirm. Beide Aufführungspraktiken der höfischen Tradition unterscheiden sich vom üblichen Schattenspiel mit kleineren Figuren, von denen nur die Schatten zu sehen sind. Dieses in Thailand häufiger gespielte nang talung ist eine jüngere Entwicklung der Volksunterhaltung und stammt aus dem Süden des Landes. Anders als die übrigen Schattenspiele Südostasiens hat das nang yai keine rituelle Bedeutung, sondern dient rein der Unterhaltung. Inszeniert werden üblicherweise Episoden aus dem Ramakian.

## Herkunft und Verbreitung

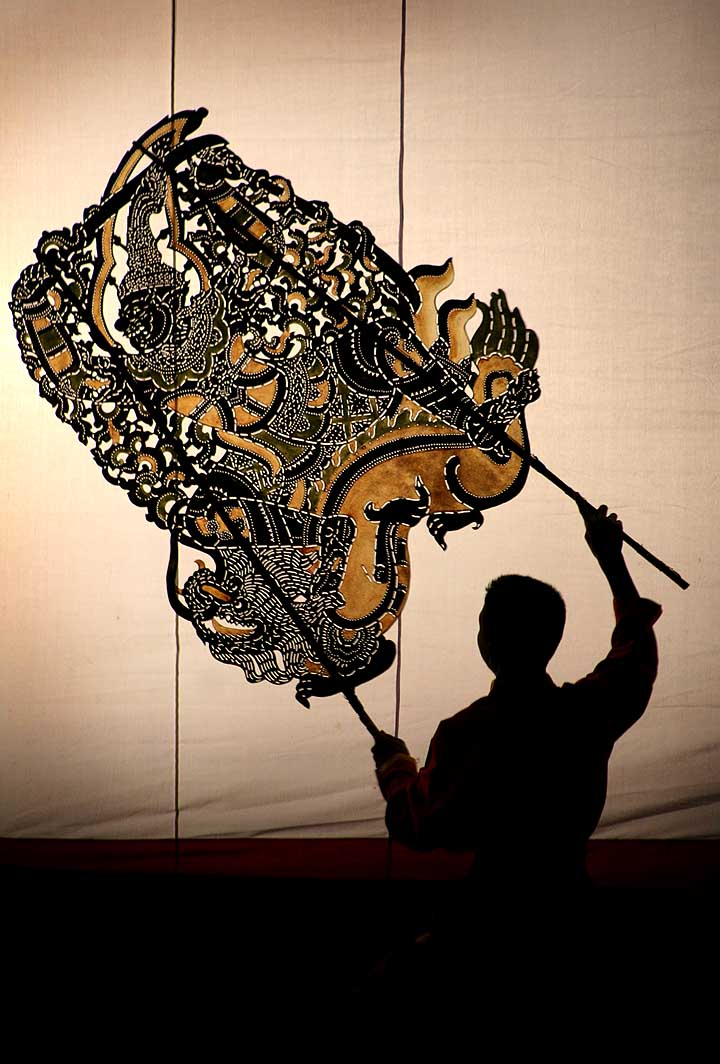
Vermutlich Phra Rams Widersacher, der Dämonenkönig Thotsakan (Ravana)

Das thailändische Schauspiel mit Bildplatten hieß früher lediglich nang („Haut“, „Pergament“, „Leder“). Die thailändischen Adjektive yai („groß“) oder luang („königlich“) werden seit der zweiten Hälfte des 19. Jahrhunderts zur Abgrenzung vom südthailändischen Schattenspiel mit kleineren Figuren, nang talung (benannt nach der Ursprungsregion Phatthalung) ergänzt. Die Aufführung bei Tageslicht heißt nang rabam (von rabam, „tanzen“), nang ram („Pantomime“) oder nang klang wan (nang glangwan, „Tageslicht-Haut“). Während der Regierungszeit von König Rama III. (reg. 1824–1851) trug das südthailändische Schattenspiel die Bezeichnung nang kaek und galt als aus Malaysia stammend (kaek heißen asiatische Nicht-Thailänder, überwiegend Muslime). Einem Bericht zufolge wurde nang talung nach Bangkok gebracht, um es König Chulalongkorn (Rama V., reg. 1868–1910) vorzuführen. Bereits zuvor dürfte es nang talung-Aufführungen auch in Zentralthailand gegeben haben. Heute konzentriert sich nang talung auf den Süden und bereichert dort regelmäßig Dorffeste. Daneben gibt es eine wenig bekannte Variante des nang talung in der Umgebung von Ubon Ratchathani im Nordosten, die nang pramo thai (nang bra mo thai) genannt wird. In Malaysia heißt dasselbe, von Thais aufgeführte Schattenspiel wayang kulit gedek und ist nicht zu verwechseln mit dem wayang kulit Siam, das trotz seines Namens eine malaiische Spielform ist. In Kambodscha wird wie in Thailand zwischen einem Spiel mit großen Figuren, sbek thom (auch nang sbek), und einem, dem nang talung ähnlichen Spiel mit kleinen Figuren, sbek touch (auch nang trolung), unterschieden. Auch in Kambodscha stellen die großen Figuren die ältere Form dar und existieren vermutlich seit der Khmer-Herrschaft von Angkor (Anfang 9. bis Anfang 15. Jahrhundert).
Das Schattenspiel in Thailand könnte aus China, über Kambodscha aus Indien oder über Java und die Malaiische Halbinsel aus Indien gekommen sein. Über einen letztlich indischen Ursprung herrscht weitgehend Einigkeit. Gegen eine vermutete Herkunft aus China im Zusammenhang mit dem chinesischen Seehandel im 13./14. Jahrhundert mit Thailand, Malaysia und Java spricht, dass es zumindest in Java um diese Zeit bereits Schattenspiele gab und dass keine historischen Quellen für eine solche Ausbreitung überliefert sind. Außerdem wanderten die Thai aus dem Süden Chinas ein, wogegen das alte Zentrum des chinesischen Schattenspiels im mittleren Norden Chinas in den Provinzen Hubei, Shaanxi und um Peking lag. In den Westen Chinas, nach Sichuan, gelangte das Schattenspiel erst um 1740 über Shaanxi aus dem Norden. Die Ähnlichkeit zwischen den Figuren des westchinesischen und thailändischen Schattenspiels wird mit den Herstellungsmethoden erklärt. In beiden Traditionen werden die feinen Durchbrüche mit Stanzeisen aus dickem Rindsleder herausgeschlagen. Ansonsten bestehen zwischen den beweglichen chinesischen Figuren in Form und Spielweise keine Gemeinsamkeiten mit denen des nang yai. Für eine Verbindung des chinesischen Schattenspiels nach Java gibt es ebenso wenig einen konkreten Nachweis wie für einen chinesischen Einfluss im 13./14. Jahrhundert über Zentralasien auf das Karagöz in Anatolien, wie Rainald Simon (1997) annimmt, zumal vom türkischen Karagöz vor dem 16. Jahrhundert nichts überliefert ist und dieses vermutlich erst um jene Zeit aus dem arabischen Schattenspiel hervorging. Ob es in früheren Jahrhunderten Aufführungen von chinesischen Schattenspielen in Thailand gab, ist nicht bekannt. Dagegen werden seit der Ayutthaya-Periode (1351–1767) bis heute Chinesische Opern in Thailand gezeigt. Das chinesische Schattenspiel bildet nach überwiegender Ansicht eine eigene Traditionslinie gegenüber der großen Gruppe der in Indien und Südostasien vorkommenden Schattenspiele. Chinesische Figuren besitzen allgemein viele bewegliche Teile und können durch annähernd waagrecht geführte Haltestäbe äußerst schnell bewegt werden. Die indisch-südostasiatischen Figuren werden an Haltestäben fast senkrecht oder schräg von unten geführt. Sie verfügen über weniger bewegliche Teile oder bestehen aus starren Platten, was eine langsamere Spielführung zur Folge hat.
Altindische Sanskrit-Epen lassen den Schluss zu, dass es um die Zeitenwende in Indien eine Art Schattenspiel gegeben haben könnte. M. L. Varadpande interpretiert aus dem Mahabharata für Indien eine frühe Entwicklung von maskierten menschlichen Darstellern bei magischen Ritualen hin zur Verwendung von Puppen, die anstelle der Maske mit einer Hand vor dem Kopf gehalten werden. Man kann sich die großen thailändischen Hautfiguren als in den Händen gehaltene Masken oder Puppen vorstellen.
In den ersten nachchristlichen Jahrhunderten kamen indische Händler und Siedler in die südostasiatische Inselwelt, zunächst nach Sumatra und auf die Malaiische Halbinsel. Bis zum 6. Jahrhundert hatte sich die indische Kultur, zu der die Lehren des Buddhismus und Hinduismus gehören, weithin entfaltet. Da das indonesische Schattenspiel wayang kulit nur in Gebieten vorkommt, in denen im Lauf der Geschichte der Hinduismus verbreitet war oder wie in Bali bis heute verbreitet ist und die Inhalte der älteren Schattenspieltradition wayang kulit purwa Adaptionen der großen indischen Epen sind, gilt dessen Herkunft als gesichert. Schriftliche Belege zum wayang kulit liegen seit dem Anfang des 11. Jahrhunderts vor. Es gibt in Indien zahlreiche Schattenspielformen, deren Figuren sich stark voneinander unterscheiden. Mittelgroße, unbewegliche Figuren aus dicker, undurchsichtiger Tierhaut kommen im Tholpavakuthu von Kerala und im Ravanacharya von Odisha vor, kleine  halbdurchscheinende Figuren besitzt das Chamadyache bahulya von Maharashtra und im Tholu bommalata von Andhra Pradesh erreichen die durchscheinenden und beweglichen Figuren Lebensgröße. Zur javanischen Schattenspieltradition gehören ferner animistische, altjavanische Einflüsse.
Außer den bereits genannten zwei Schattenspieltraditionen wayang gedek und wayang Siam existiert auf der Malaiischen Halbinsel noch das seltene wayang Jawa, das dem höfischen wayang kulit purwa in Java entspricht. Jean Boisselier (1976) hält eine Ausbreitung des Schattenspiels von der südindischen Küste nach Sumatra im 8. Jahrhundert und zur selben Zeit, also zu Beginn des Srivijaya-Reiches, auf die Malaiische Halbinsel für wahrscheinlich. Von dort sei es im 13. Jahrhundert im Sukhothai-Reich eingeführt worden, als sich die für Thailand spezifische buddhistische Lehre (Theravada) herauszubilden begann. Die Ausbreitung einer indischen Schattenspieltradition erklärt nicht die besondere Aufführungspraxis des nang yai mit vor dem Bildschirm getragenen Figuren. Vermutlich geht diese Spielweise auf eine Art der Geschichtenerzählung zurück, bei der ein Erzähler die Handlung illustrierende Bilder zeigt, wie dies beim wayang beber auf Java der Fall ist. Ähnliche Bildrollenerzählungen sind bis heute aus Indien bekannt, etwa zusammen mit dem Schattenspiel Chamadyache bahulya, bei den Bhopas in Rajasthan (Stoffbildrolle phad) und bei den Patuas in Bengalen (Papierbildrolle pat).
Die Präsentation von Schattenspielfiguren vor dem Bildschirm ist zwar selten, kommt aber gelegentlich bei religiösen Ritualen vor. Im religiösen indischen Schattenspiel Tholpavakuthu wird eine Ganesha-Figur bei den Opferhandlungen vor der Leinwand platziert. Auf Bali und Java werden Schattenspielfiguren bei Tag und ohne Bildschirm vom dalang (Vorführer), der hierbei die Funktion eines Priesters einnimmt, bei Beschwörungsritualen (auf Java: ngruwat-Beschwörung) gezeigt. Bei diesem wayang lemah („wayang bei Tag, Tageslicht“) werden die Figuren neben die zentrale Eröffnungsfigur gunungan an eine waagrecht gespannte Schnur gelehnt. Unabhängig davon können auf Java männliche Zuschauer die Aufführung von der Seite des dalang, also mit Blick auf die Figuren sehen.
Ein indischer Einfluss auf das nang yai über das Gebiet des heutigen Kambodscha ist wegen der starken Ähnlichkeit mit den großen Figuren und der Spielweise des kambodschanischen sbek thom wahrscheinlich. Das erste indisierte Land in Südostasien war das im 1. Jahrhundert n. Chr. entstandene Funan, aus dem im 6. Jahrhundert das Reich Chenla und daraus das Reich der Khmer hervorging. Nach einer legendär ausgeschmückten Geschichte heiratete im 1. Jahrhundert ein indischer Brahmane eine Königin von Funan und so entstand das erste hinduistische Reich Südostasiens. Außer dem Schattenspiel gelangten auch andere Bereiche der indischen und javanischen Kultur über das südöstlich angrenzende Khmer-Reich nach Siam. Das höfische thailändische Orchester pi phat geht auf das bis in die Prä-Angkor-Periode zurückreichende kambodschanische pin peat zurück und das thailändische mahori entspricht dem kambodschanischen Ensembletyp mohori, der sich während der Ayutthaya-Zeit verbreitete. Beim kambodschanischen sbek thom, genauer robam nang sbek thom („Tanz der großen Hautfiguren“) halten die Darsteller schwere Figurenplatten in den Händen und bewegen sich hinter der Leinwand. Die Aufführungen des sbek thom werden von mehreren magischen Ritualen begleitet, die genau eingehalten werden müssen. Früher gehörten sie sehr wahrscheinlich zum Zeremoniell und zur Unterhaltung am Königshof. Obwohl an mittelalterlichen kambodschanischen Tempeln mehrfach Tanzszenen und Musikinstrumente abgebildet sind, fehlen Abbildungen des Schattenspiels. Dies schließt nicht ein hohes Alter des sbek thom aus, denn es ist gut möglich, dass Abbildungen aus Angst vor der magischen Wirkung des Schattens unterblieben.
Die Inhalte des nang yai stammen ausschließlich aus dem Ramakian, der thailändischen Variante des altindischen, von Valmiki verfassten Epos Ramayana und wurden mit dem Hinduismus verbreitet. Das Ramakian wurde in Thailand im 18. Jahrhundert schriftlich fixiert, die bekannteste Fassung entstand 1798 unter der Leitung von König Rama I. Eine inhaltliche Beschränkung der Schattenspiele auf regionale Umdichtungen der Ramayana-Erzählungen erfolgt außerdem unter anderem beim Tholpavakuthu in Kerala, beim wayang Siam in Malaysia (Hikayat Seri Rama, „Geschichte von Shri Rama“) und beim sbek thom im Kambodscha. Die regionalen Anpassungen und die Verbreitungswege der Geschichten um den mythischen Helden Rama in Südostasien sind ein Diskussionsstoff unter Fachleuten.

## Geschichte des Nang Yai

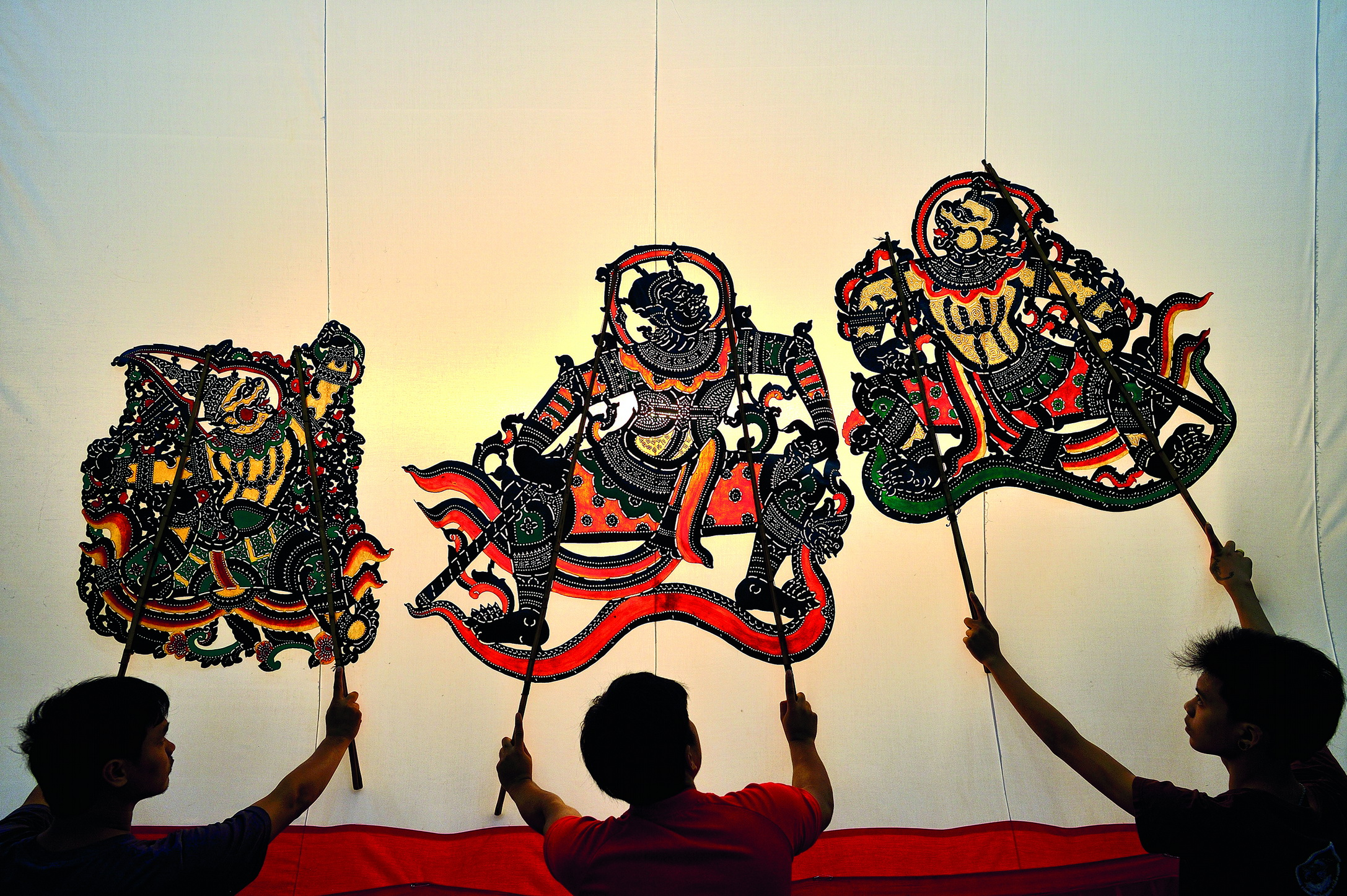
Nang yai-Aufführung auf der Bühne des Schattenpuppenmuseums im Wat Khanon, Gemeinde Soi Fa, Distrikt Photharam, Provinz Ratchaburi.

Die siamesische Geschichte beginnt mit der Unabhängigkeit des Königreichs Sukhothai 1238. Die Thai des nachfolgenden Reichs Ayutthaya unterwarfen Anfang des 15. Jahrhunderts die Reste des ehemaligen Khmer-Reichs, was zu einem intensiven Kulturaustausch beider Völker führte. Die älteste Quelle in thailändischer Schrift, die zwar thailändische Musik, aber nicht dramatische Inszenierungen erwähnt, ist die 1292 datierte Steininschrift von König Ramkhamhaeng (reg. 1279–1298). Erstmals ist von nang yai in der Ayutthaya-Periode im Kot Monthianban („Palastgesetz“) während der Herrschaft Königs Boromatrailokanath (reg. 1448–1488) zu lesen. Das Kot Monthianban wurde nach unterschiedlichen Angaben etwa 1450, 1458 oder 1468 verfasst, es enthält Regeln und Rechtsvorschriften für den König (Thronfolgeregelung) und seine Hofangestellten und legt die Durchführung der Zeremonien im zwölfmonatigen Jahreskalender fest. Das „Palastgesetz“ ist ein Bestandteil der Gesetzessammlung Kotmay Tra sam Duang („Gesetze der drei Siegel“) und wurde bei der Zerstörung Ayutthayas 1767 durch die Burmesen vernichtet. Aus Kopien von anderen Städten ließ Rama I. (reg. 1782–1809) neue Handschriften der Gesetzestexte rekonstruieren, bei denen gewisse Änderungen nicht auszuschließen sind.
Nang yai-Aufführungen gehörten zu den staatlichen Mahorasop-Veranstaltungen, die in der Ayutthaya-Zeit oftmals 15-tägige höfische Feste und Zeremonien zur Unterhaltung des Volkes darstellten, und waren unter anderem verbindlich beim hinduistischen Laternenfest Jongprieng zu Ehren der Göttertrinität Brahma, Vishnu und Shiva, aus dem heute das Lichterfest Loi Krathong geworden ist, das im November stattfindet, ebenfalls bei jährlichen Tempelfesten, bei der staatlichen Weihe von Kriegselefanten, bei der außergewöhnlichen Weihung eines weißen Elefanten und beim Begräbnis des Königs. Im privaten Rahmen wurde eine nang-Truppe bei einem Begräbnis oder schlicht zur Unterhaltung bestellt. Unter König Narai (reg. 1656–1688) muss das Schattenspiel sehr beliebt gewesen sein, denn der König gab seinen Hofdichtern zwei Stücke vor, die sie für nang inszenieren sollten und von denen die Texte erhalten sind. Die Stücke heißen Samutthrakhot khamchan (auch Samudakos), eine buddhistische Jataka-Erzählung über den Prinzen Samutthrakhot, begonnen von Phra Maha Rajagru und vom König selbst weitergedichtet, und Anirut khamchan („Die Geschichte von Anirut“) des Dichters Sriprat. Chan (von Sanskrit chanda) ist eine von fünf, in der Ayutthaya-Zeit entwickelten Versformen mit einer streng festgelegten Silbenzahl. Wie nang-Aufführungen am Hof des Königs Narai aussahen, beschreibt der für die Zeremonien zuständige Hofbrahmane Phra Simahosot in seinem Werk Kap ho khlong (der Titel bezeichnet eine besondere Versform).
Im angeblich zwischen 1751 und 1758 verfassten Bunnowat khamchan schildert der Autor Phra Mahanak, ein Mönch des Wat Tha Sai  in Ayutthaya, eine Pilgerfahrt zum Wat Phra Phutthabat in der Provinz Saraburi, die fast jährlich unter der Führung von König Borommakot (reg. 1733–1758) stattfand, um dort einen Fußabdruck Buddhas zu verehren. Ein nang wurde tagsüber zusammen mit akrobatischen Kunststücken und ähnlichen Unterhaltungsformen und desgleichen nachts gezeigt, wenn für die Pilgern noch ein Feuerwerk präsentiert wurde.
Nach der Zerstörung Ayuttayas gründete Taksin noch im Jahr 1767 in Thonburi eine neue Hauptstadt. Ihm folgte 1782 mit Rama I. der erste Herrscher der Chakri-Dynastie, der seine Hauptstadt nach Bangkok auf die Ostseite des Mae Nam Chao Phraya verlegen ließ. Die Neugründung sollte in direkter Nachfolge Ayutthyas stehen, weshalb die alten Künste einschließlich des nang weiterhin gepflegt wurden. Das thailändische Epos Inau geht auf die indonesischen Erzählungen um den Prinzen Panji zurück, die im javanischen Schattenspiel wayang kulit gedog und in anderen wayang-Spielformen inszeniert werden. Aus dem Helden Panji wurde die Titelfigur Inau. Das im Auftrag Ramas II. (reg. 1809–1824) verfasste Werk enthält eine Episode, in der Inau ein nang aufführen lässt, um unter den Zuschauern seine verkleidete Geliebte zu erkennen. Das Inau wurde für das höfische Tanzdrama lakhon nai verfasst und das darin enthaltene nang ist ein Spiel im Spiel. Rama I. ließ 1784 eine „Große Schaukel“ (Sao Ching Cha) errichten, mit der alljährlich die Schaukelzeremonie anlässlich der brahmanischen Neujahrsfeier durchgeführt wurde. Um das Fest beim Volk noch beliebter zu machen, führte Rama IV. (reg. 1851–1868) zusätzlich das Schattenspiel ein.

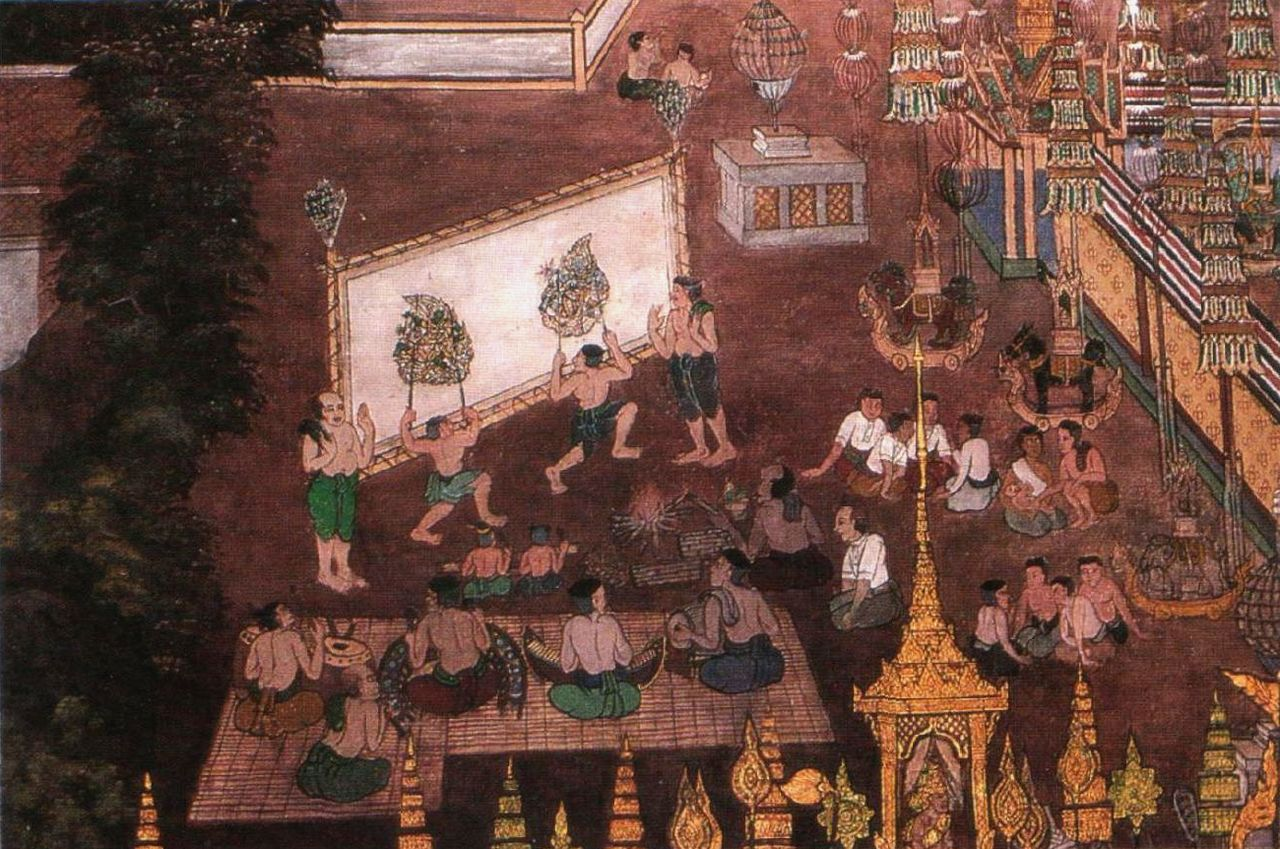
Darstellung des Ramakian an den Wänden des Wat Phra Kaeo in Bangkok: Nang yai bei der Totenfeier des Dämonen Thotsakan.

Ab dem 19. Jahrhundert sind einige Darstellungen von nang an den Innenwänden buddhistischer Wats, etwa am Ubosot im 1785 fertiggestellten Wat Phra Kaeo erhalten. Die Wandmalereien zum Ramakian wurden im Wat Phra Kheo zwischen 1824 und 1851 aufgetragen, seither mehrfach restauriert und vor 1932, als die 150-Jahr-Feier der Stadt Bangkok stattfand, komplett übermalt. Damit sind die frühesten Abbildungen aus einer Zeit überliefert, als die Popularität des nang yai ihren Höhepunkt bereits überschritten hatte. Die erste Beschreibung des nang yai wurde 1920 veröffentlicht. Sie wurde unter dem Titel Tamra len nang nai ngan mahorasop („Abhandlung über Hautfiguren-Aufführungen bei Festlichkeiten“) von Prinz Sathitthamrongsawat in der zweiten Hälfte des 19. Jahrhunderts verfasst.
Prinz Dhaninivat (1948) erklärt den Niedergang des nang yai Ende des 19. Jahrhunderts mit der zunehmenden Popularisierung anderer Kunstformen, besonders des gegenüber dem nang jüngeren Tanztheaters khon, bei dem maskierte Tänzer vor einem Wandschirm oder einer Kulisse im Hintergrund dieselben Geschichten aus dem Ramakian, aber mit lebhafteren Bewegungen verkörpern. Den Übergang bildete demnach eine Form des nang, die vor einem Wandschirm aufgeführt wurde, bei der die Hauptrollen von Maskentänzern und die Nebenrollen von Akteuren mit Hautfiguren gespielt wurden.
Zum beinahe gänzlichen Verschwinden Anfang des 20. Jahrhunderts trugen politische Entscheidungen bei. Zuerst verbot König Chulalongkorn kurz nach 1900 Unterhaltungsaufführungen bei Beerdigungen. Diese stellten die wesentliche Einkommensquelle der Schattenspiel-Ensembles dar. Eine weitere Verdienstmöglichkeit ging mit der Abschaffung der absoluten Monarchie durch den Staatsstreich 1932 verloren, als die Unterstützung durch die machtlos gewordenen, adligen Mäzene wegfiel. Mit der allgemeinen Verwestlichung schwand das Interesse der Bevölkerung an der höfischen alten Kultur. Nang yai-Bildtafeln sind heute im Nationalmuseum Bangkok und in den Wats einiger Städte in den Provinzen ausgestellt. Hierzu gehören das Wat Khanon im Amphoe Photharam (Provinz Ratchaburi), das Wat Sawang Arom in der Provinz Sing Buri und das Wat Bandon in der Provinz Rayong. Nur an diesen drei Orten sind Ensembles aktiv, die bei Tempelfesten und auf Bestellung nang yai-Vorstellungen geben.
Seit den 1980er Jahren finden nang yai-Aufführung einen erweiterten Zuschauerkreis durch Fernsehübertragungen und es gibt gewisse Bemühungen, die Tradition wiederzubeleben. So entwickelte Sun Tawalwongsri auf der Basis des Ramakian ein neues Stück für nang yai, das vom Ensemble des Wat Bandon als Beitrag Thailands beim internationalen Puppentheaterfestival im Jahr 2008 in Lund (Schweden) aufgeführt wurde. Die drei genannten Wats besitzen die einzigen Museen mit einem vollständigen Figurensatz (250 bis 323 Figuren aus dem 19. Jahrhundert); eine vierte Sammlung mit rund 200 Figuren befindet sich im Deutschen Ledermuseum in Offenbach.

## Aufführungspraxis

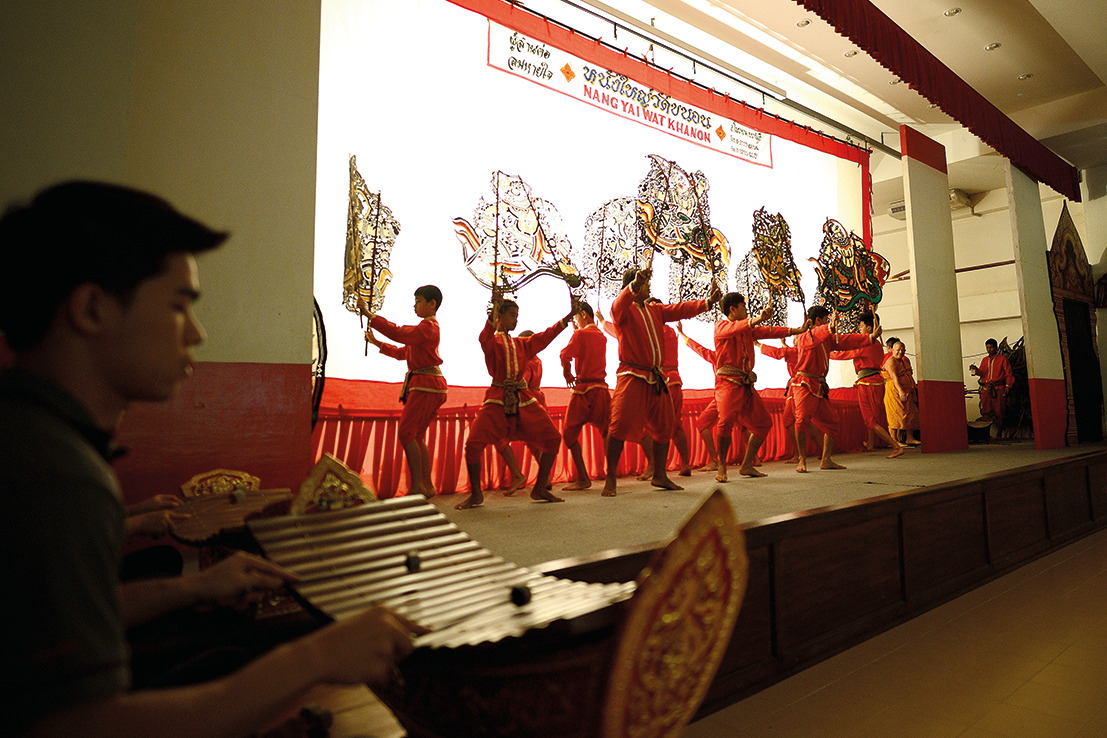
Aufführung vor dem Bildschirm im Wat Khanon

Das nang yai gehört mit dem Maskentanz khon zu den höfischen Theaterformen, die nur von Männern aufgeführt werden. Die andere, den Frauen vorbehaltene, höfische Gattung ist lakhon nai (etwa „Theater der Frauen innerhalb des Palastes“), die früher von den Konkubinen im Harem des Königs gespielt wurde (lakhon nok waren Theaterspiele außerhalb des Palastes). Große Aufführungen mit nang yai, khon und lakhon nai waren einst das Privileg des Königs. Im Unterschied zum nächsten Verwandten, dem kambodschanischen sbek thom, und zu den übrigen südostasiatischen Schattenspielen mit kleineren Figuren soll das nang yai rein der Unterhaltung dienen. Dies schließt nicht aus, dass das nang yai bei Übergangszeremonien (Beerdigungen, Hochzeiten) und während der Schaukelzeremonie, die eine Einladung an Shiva zu einem Besuch auf der Erde war, aufgeführt wurde. Das nang yai war üblicherweise mit anderen Unterhaltungsformen in zeremonielle Anlässe eingebunden. Eine Erinnerung an eine ursprünglich rituelle Funktion blieb in den Anrufungstexten lebendig, die in Schattenspielmanuskripten enthalten sind. Die Erwähnung eines Tanzes mit Pferden, der in Thailand unbekannt ist, in einem Anrufungstext, verweist in den malaysisch-indonesischen Raum, wo Besessenheitstänze mit Steckenpferden (kuda lumping) durchgeführt werden. Der Spielleiter dieser Rituale befindet sich in der Rolle des dalang beim Schattenspiel. Theodore Pigeaud (1938) erwähnt mehrfach Tänze mit Steckenpferden bei Übergangszeremonien auf Java und in Thailand Anfang des 20. Jahrhunderts, zu denen auch Schattenspiele gezeigt wurden. Die Anrufungen zu Beginn einer Aufführung sind nicht nur Segensbitten an die hinduistischen Götter, an Buddha und an Naturgeister, sie enthalten auch eine inhaltliche Zusammenfassung der folgenden Spielszenen und eine Nachbetrachtung zu den am Nachmittag gezeigten Vorführungen.

### Figurenplatten
Die an zwei Stöcken gehaltenen Figurenplatten sind 0,6–1,5 Meter breit und 1–2 Meter hoch bei einem Gewicht von 10 Kilogramm oder mehr. Sie werden bevorzugt aus ungegerbter Rindshaut oder ansonsten aus der dickeren Haut eines Wasserbüffels hergestellt. Nachdem die Häute von Fleischresten befreit, enthaart und mit einer Kalklösung gebeizt sind, werden sie zum Trocknen an der Sonne ausgespannt. Um den für Pergament gewünschten Grad an Transparenz zu erreichen, werden die Häute bis zur entsprechenden Dicke geschabt. Eine schwarze Farbe, hergestellt aus in Reiswasser suspensierter Kokosnussasche, wird auf beiden Seiten deckend aufgetragen. Die getrocknete Rußschicht wird mit den Blättern der Gacfrucht (Momordica cochinchinensis) seidenglänzend poliert. Damit ist das Trägermaterial für die Gestaltung vorbereitet. Das mit Kreide oder Filzstift vorgezeichnete Motiv und die Umrisslinie werden ausgestanzt.
Es gibt Platten, die eine Figur, mehrere Figuren oder eine Landschaftsszene enthalten. Häufig ist der Oberkörper der Figuren frontal und das Gesicht im Profil oder Halbprofil dargestellt. Einzelne Figuren werden in einer eleganten Bewegung und umgeben von vielfältig durchbrochenen, floralen Ornamenten gezeigt. Nach ihrer Verwendung werden drei Typen von Figurenplatten unterschieden:
Die meisten Figurenplatten gehören zur üblichen Aufführung am Abend, dem eigentlichen nang oder nang yai, auch nang klang khuen (nang glangkhün, „bei Nacht-Haut“). Die vorgezeichneten Durchbrüche werden mit runden und geraden Stechbeiteln (sio) und verschiedenen Locheisen (muk oder tuttu) ausgestanzt. Für den Farbauftrag vorgesehene Flächen werden von der schwarzen Rußschicht befreit, weil die Farbflächen leuchten und durchscheinend sein sollen. Der Eindruck von Weiß entsteht durch ungefärbte Haut. Soll ein Gesicht noch weißer leuchten, wird die gesamte Gesichtsform bis auf die feinen Linien für Augen, Mund und Nase ausgeschnitten. Ein solches Gesicht, das nang na khwä („Frau mit ausgehöhltem Gesicht“) genannt wird, hat die schöne Sida (entspricht der indischen Sita), die Gemahlin Phra Rams. Grün entsteht durch Auftrag einer Lösung von Kupfersulfat mit Zitronensaft, eine rote Farbe ergibt der mit Alaun vermischte Rindensaft des kleinen Baumes Caesalpinia sappan. Wird die aufgetragene rote Farbe mit Zitronensaft abgerieben, so verfärbt sie sich gelb. Beide Seiten werden gleich bemalt. Goldplättchen dienen als Verzierungen. Die Bildscheiben werden an zwei parallelen oder nach unten etwas auseinander verlaufenden Holzstäben befestigt, die mit der Oberkante der Platte abschließen und an der Unterseite etwa 50 Zentimeter hinausragen.

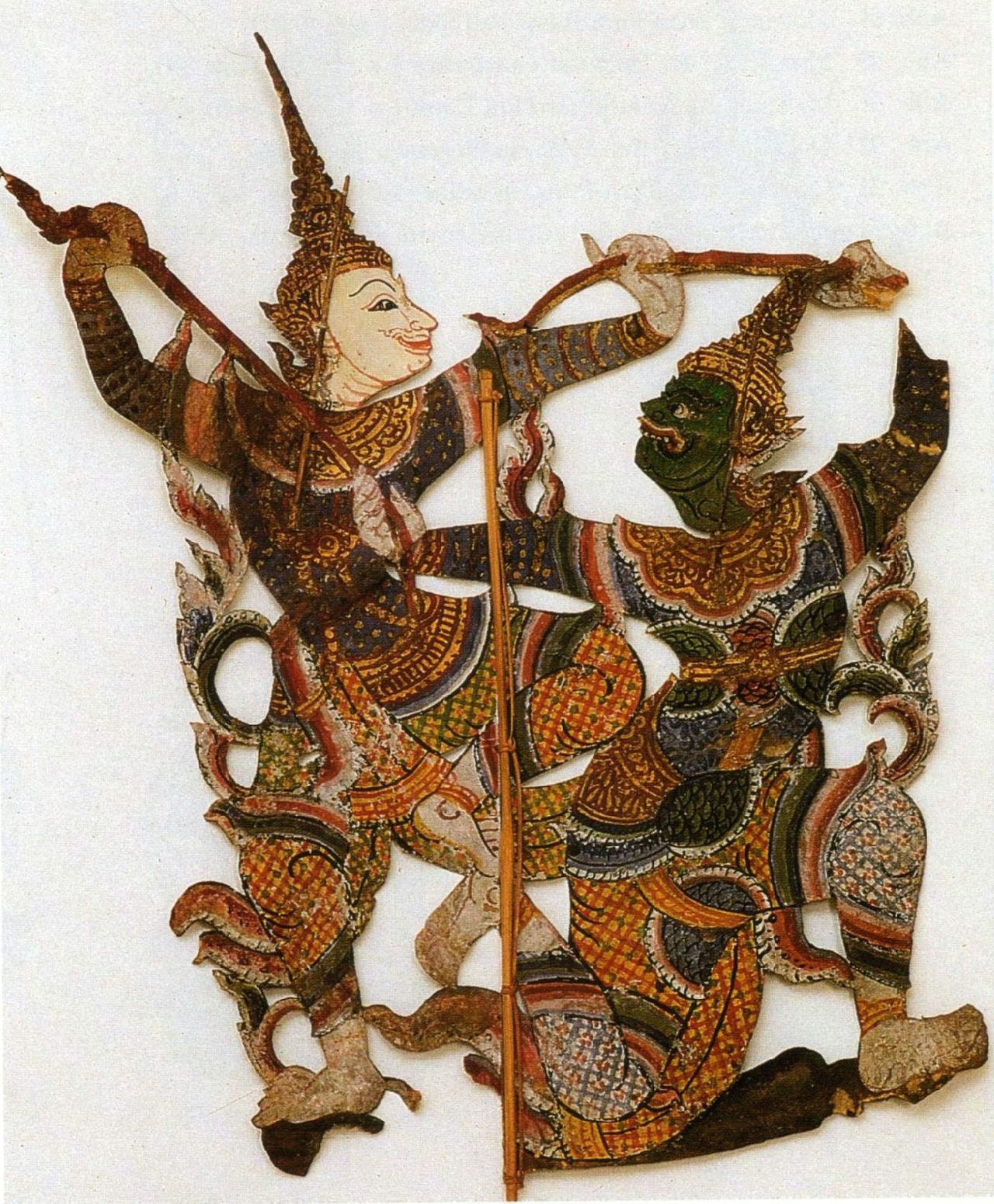
Nang rabam-Figurenplatte. Phra Lak (Lakshmana) kämpft gegen Inthorachit (Indrajit), Sohn des Dämonenkönigs Thotsakan (Ravana).

Für die selteneren Vorstellungen am Nachmittag werden die Figuren nang rabam, auch nang jap rabam na jo („tanzende Haut vor dem Schirm“) gebraucht. Im Unterschied zu den nachts verwendeten nang yai-Platten besitzen diese Platten wenig Durchbrüche, dafür entspricht die Umrisslinie den realistisch gezeichneten Figuren. Die Einzelfiguren oder seltener Figurengruppen sind mit bunten Mustern bemalt und mit Goldplättchen behängt. Die Einzelfiguren des nang rabam sind die üblichen Helden der Ramakian-Erzählungen: neben Phra Ram und seiner Gemahlin Sida unter anderem der Affen-General Hanuman in stehender und fliegender Haltung, der schreitende Einsiedler Khobut (Lehrer des Dämonenkönigs Thotsakan) und Ongkhot, ein Affenprinz in fliegender und weinender Haltung. Nang rabam-Szenengruppen zeigen etwa eine Kampfszene zwischen Phra Lak (Lakshmana) und dem Dämon Inthorachit, Soldaten von fremden Völkern (Malaien, Südinder, Chinesen, Europäer), die auf Reittieren sitzen (Wasserbüffel, Stier, Hirsch, Eber) und einfache Soldaten des Affenheeres.
Eine Besonderheit stellen die Figurenplatten nang chao (nang jau, „Herren“) der drei obersten Götter Phra Isuan (Shiva), Phra Narai (Vishnu) und Phra Phrom (Brahma) dar. Sie gelten als heilig und müssen entsprechend gehandhabt werden. Am Beginn der Aufführung werden die drei nang chao-Platten vor dem Bildschirm aufgestellt, wo sie Opfergaben erhalten. Die Spieler tragen die kleineren nang chao-Platten nur während der Anrufung vor der Spielhandlung. Um sie mit magischen Kräften auszustatten, sollten sie aus der Haut von Rindern hergestellt werden, die auf ungewöhnliche Weise starben. Die Figur des Brahma, der hier als Einsiedler (Rüsi, Rishi) auftritt, sollte aus Bären- oder Tigerfell gefertigt sein. Nur bei der Herstellung dieser drei Figuren müssen besondere Vorschriften beachtet und vor Beginn der Arbeit den Göttern und alten Meistern Opfergaben dargebracht werden. Die Hersteller müssen weiß gekleidet sein und die Figuren innerhalb von 24 Stunden ausschneiden und bemalen. Da die nang chao am Abend noch bei Tageslicht vor dem Bildschirm zu sehen sind, werden sie kräftig bemalt und mit Goldplättchen verziert.
Zu den nang yai-Bildplatten gehören einzelne Figuren, Szenen mit mehreren Figuren, Requisiten und Kulissen. Einzelfiguren sind an ihrer Körperhaltung erkennbar. Sie sind von pflanzlichen oder flammenartigen Ornamenten (granok) umgeben, zu denen sich am unteren Rand meist die mythische Schlange Naga gesellt. Als Typen lassen sich unterscheiden:
- Nang khanejon, eine schlanke, schreitende Figur, deren Gesicht im Profil gezeigt wird (khanejon, „schreiten“). Ein anderer Name der etwa 1,5 Meter hohen Figur ist nang dön („in gehender Haltung“).
- Nang fau oder nang wai, eine im Profil gezeigte Figur, die vor dem König kniet und die Hände vor der Brust zum ehrerweisenden Gruß (wai) zusammengelegt hat (fau bedeutet Audienz beim König). Die Höhe beträgt etwa einen Meter. Manche Figuren tragen ein Schwert, dessen Spitze schräg nach hinten unten zeigt.
- Nang nga, eine mit ausgebreiteten Armen, einem nach vorn gestreckten und einem seitwärts abgewinkelten Bein stehende Figur (nga, „auseinanderziehen“, „strecken“). Zwei verwandte Typen sind der nang gong, der einen Bogen spannt (gong, „spannen“) und der nang phläng, der einen Pfeil abschießt (phläng, „schießen“).
- Nang jam-uad, ein Spaßmacher (jam-uad, „Spaßmacher“), der als plumpe und etwas deformierte menschliche Figur auftaucht. Manche können im Unterschied zu allen anderen Figuren einen Arm und den Unterkiefer bewegen. Eine andere Randfigur ist der Affensoldat nang khen (khen, „Schild“).

Die Szenenplatten mit mehreren Figuren sind größer und erreichen etwa zwei Meter Höhe. Ihr Umriss ist meist ein hochkant stehendes, abgerundetes Rechteck, das oben in einen ungefähren Halbkreis übergeht. Häufig besitzen sie einen geradlinig abgegrenzten Rand. Sie stellen eine bestimmte Szene dar und müssen mit dem Fortgang der Handlung ausgewechselt werden.
- Nang jap zeigen eine lebhafte Kampfszene zwischen mindestens zwei Göttern, Helden oder Tieren und sind die am häufigsten verwendeten Platten, weil das Ramakian als eine Aneinanderreihung von Kämpfen geschildert wird (jap, „ergreifen“)
- Nang müang sind Bildplatten mit mehreren Figuren, die in einem Raum sitzen (müang, „Stadt“). Der Raum ist als Palastsaal oder als Militärlager erkennbar.
- Nang bettalet („vermischte Themen“) umfasst alle szenischen Bildplatten, die nicht unter die ersten beiden Gruppen fallen. Hierzu zählen Kulissen mit Landschaften ohne Personen, darunter eine Platte mit Fischen in einem Meer, die auf Befehl des Dämonen Thotsakan Steine wegschaffen, die Soldaten Phra Rams ins Wasser geworfen haben, um eine Brücke zur Stadt Longga (Lanka) zu bauen. Andere Platten stellen einen Garten mit Obstbäumen oder einen Streitwagen dar.[23]

In allen traditionellen thailändischen Theaterformen lassen sich vier Charaktere unterscheiden: der Held (phra), die Heldin (nang), der Dämon (yak, Sanskrit yaksha) und der Affe (ling oder wanon). Als Randfiguren kommen der Einsiedler (rüsi) und der Spaßmacher (tua talok) hinzu. Letzterer tritt zwischen den Szenen auf, um den anderen Darstellern eine Erholungspause zu verschaffen.
Phra sind alle männlichen Figuren, Menschen und Götter. Sie tragen stets eine weite Hose und entweder ein Hemd mit langen Ärmeln oder zeigen in einigen Fällen den nackten Oberkörper. Durch ikonographische Details werden sie unterschieden. Könige, Prinzen und Götter tragen eine spitzkegelige Krone, einer Tiara vergleichbar, die bei einem Mann chada und bei einer Frau monggut heißt. Die Form der chada unterscheidet sich je nach Träger. Phra Ram trägt auf seiner Wanderung eine leicht nach hinten gebogene chada, ebenso der Gott Indra, während beim Einsiedler an der Spitze der chada ein Kopftuch festgebunden ist. Untergeordnete Gestalten tragen eine Mütze mit Ohrenklappen, muak hu gratai („Mütze mit Hasen-Ohren“). Für Minister ist ein Diadem mit einem nach hinten abstehenden Ohrschmuck reserviert (krabang na, „Gesichtsrahmen“). Phra Ram erscheint auf den Figurenplatten für die nächtliche Aufführung schwarz, andere phra-Figuren sind rot, grün-gelb oder hautfarben. Bei der nang rabam-Aufführung am Tag ist Phra Ram grün, die anderen phra-Figuren sind gelb, hellrot und purpur. Für manche Figuren ist ihre Waffe charakteristisch, für Phra Ram etwa Pfeil und Bogen.

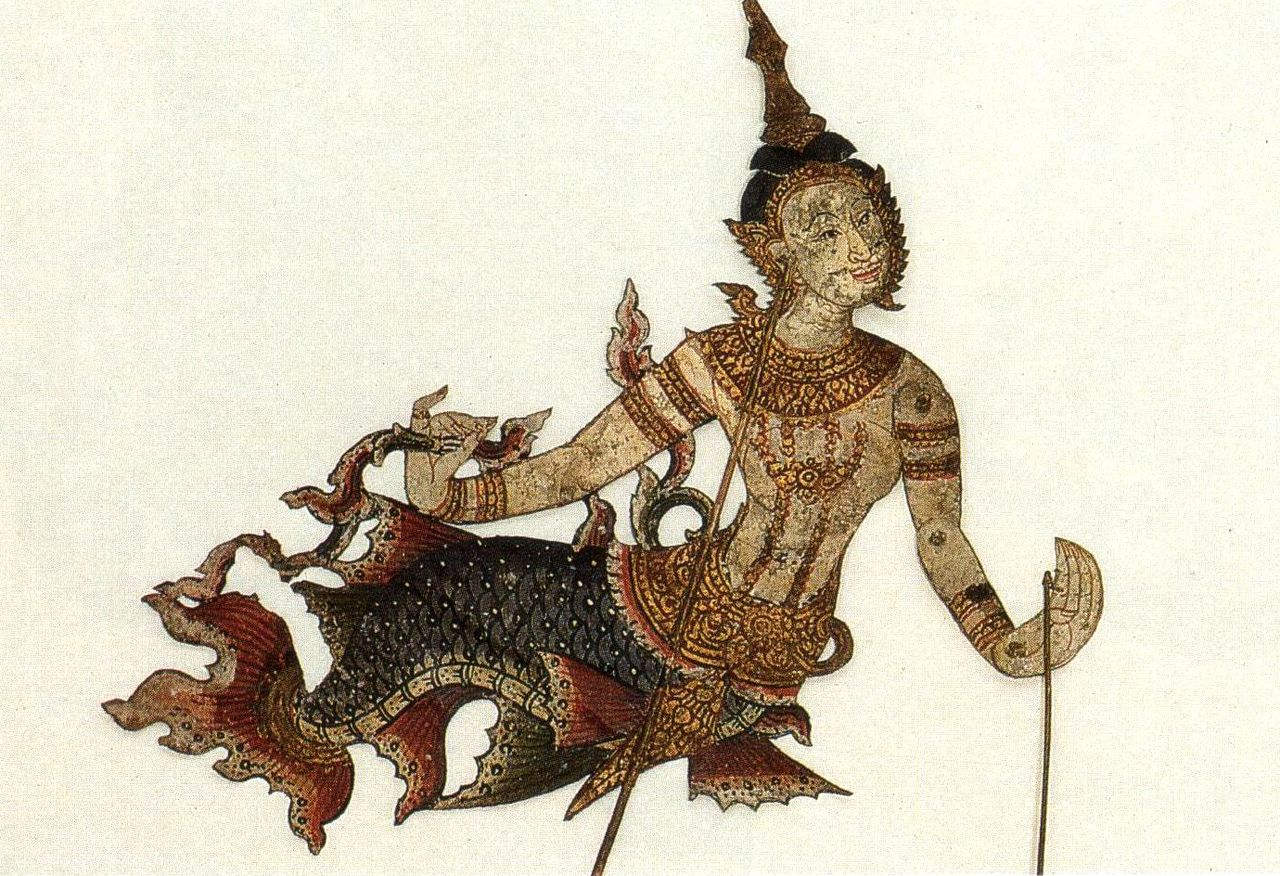
Nang yai: Suphannamatcha, Meerjungfrau und Tochter Thotsakans

Die wenigen weiblichen Figuren (nang), zu denen auch weibliche Dämonen gehören, tragen einen bis zu den Knöcheln reichenden Wickelrock. Ihre soziale Stellung ist hauptsächlich an ihrem Kopfschmuck erkennbar. Als Kopfschmück tragen Prinzessinnen, Göttinnen und andere himmlischen Wesen die Krone der Königin (monggut gasattri). Eine der Frauen Thotsakans, die eine Tochter des Schlangenkönigs ist, trägt einen entsprechenden Kopfputz in der Form eines Naga-Kopfes. Dämonen mit menschlicher Gestalt sind häufig an einem spitzen ratglau („Schmuck um den Haarschopf“) zu erkennen.
Der Dämon (yak) ist ähnlich wie der Held (phra) gekleidet, besitzt jedoch einen Brustpanzer. Für die Vielzahl an Dämonen im Ramakian (über 100) bedarf es mehrerer Merkmale zur Individualisierung. Allein der ebenfalls monggut genannte Kopfputz kommt in neun namentlich unterschiedenen Formen vor. Der krabang na ist der Kopfschmuck der Minister und der stets als „hässlich“ dargestellten weiblichen Dämonen. Ein einfacher Soldat bei den Dämonen hat nur ein Kopftuch umgebunden. Die Form von Mund und Augen ist genau festgelegt. Typisch sind große runde Augen, deren Augenbrauen in einer Linie verbunden sind (ta phlong) und Krokodilaugen (ta chakhe), die schmal sind mit leicht nach oben gezogenen Augenbrauen. Dämonen haben außerdem markante Eckzähne.
Affen (ling) sind stets männlich. Affenfürsten und Affengeneräle werden mit einer Hose und nacktem Oberkörper dargestellt. Fußsoldaten der Affen haben ein Lendentuch umgewickelt. Auch die soziale Stellung der Affen ist an mehreren Kopfschmuckarten (monggut) erkennbar. Daneben kommt ein Stirnband (malay) mit diversen Verzierungen in drei Varianten vor. Fußsoldaten der Affen tragen keine Kopfbedeckung. Nach der Maulform unterscheidet sich Hanuman mit aufgerissenem Rachen vom Affen Ongkhot mit geschlossenem Maul. Hanuman kämpft mit einem Dreizack, einem Schwert oder ohne Waffe. Üblich für die meisten Affen ist ein Schwert. Sollen die magischen Kräfte von Hanuman hervorgehoben werden, wird er mit vier Armen und mehreren Waffen gezeigt.

### Spielaufbau
Eine übliche, zu einer staatlichen Feier gehörende nang yai-Aufführung fand früher im Freien auf dem Platz vor dem Palast oder auf einem anderen Festplatz statt. Die Länge des Bildschirms ist auf 16 Meter festgelegt. Die Höhe beträgt vier bis sechs Meter. Die mittlere Fläche des Bildschirms, hinter dem die Figuren erscheinen, ist acht Meter lang und besteht aus einem weißen, durchscheinenden Stoff. Auf jeder Seite ist eine vier Meter lange Stoffbahn aus einem dickeren Gewebe angenäht. Der Schirm ist an Pfosten und zwischen zwei waagrechten Hölzern mit einem Meter Abstand vom Boden aufgespannt. Die gesamte Stoffbahn ist mit einem roten und einem blauen Stoff umrandet, der als mechanische Verstärkung und zugleich als Rahmen für das Bühnenbild dient. Der Rahmen kann zusätzlich bemalt sein und bei entsprechenden Szenen das Militärlager Phra Rams oder die Befestigung der Stadt Longga repräsentieren. Kleinere Ensembles, die zwischen sonstigen Aufführungsgelegenheiten umherzogen, verwendeten acht bis neun Meter lange und knapp vier Meter hohe Bildschirme.
Als Beleuchtung wurde früher hinter der Leinwand zwei Feuer entfacht, in denen Kokosnussschalen – alternativ mit Harz getränktes Holz oder Blätter – verbrannt wurden und die durch eine Abschirmung vor Wind geschützt werden mussten. Die aus Stoff oder Flechtmatten bestehende Abschirmung hinter den Feuern reflektierte zugleich das Licht und schuf für die Darsteller einen abgeteilten Aufenthaltsraum. Die Feuer brannten in Metallschalen auf 1–1,5 Meter hohen Ständern in einem gewissen Abstand zueinander und zum Schirm. Später wurden die Feuer durch Petromaxlampen und elektrische Glühbirnen ersetzt, wobei die Schatten der Figuren ohne die flackernden Flammen weniger lebendig wirken.

### Musik

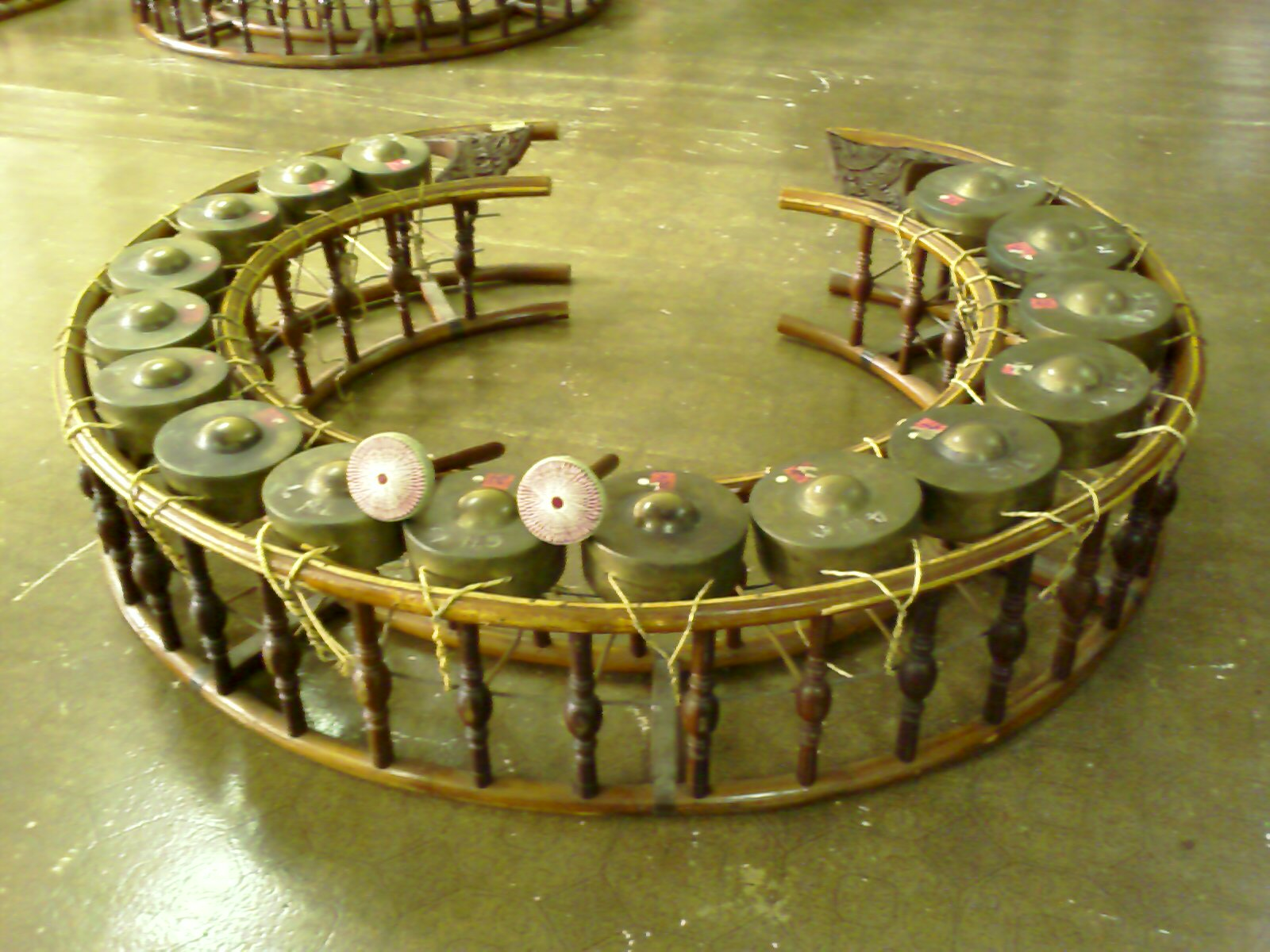
Gongkreis khong wong yai

Das Begleitensemble pi phat der Schattenspieler gehört zur höfischen Tradition. Es spielt ausschließlich die Kompositionsgattung phleng naphat, die früher aus rein instrumentalen Musikstücken bestand. Die Melodien sind streng durchkomponiert, auch wenn sie bis zum Zweiten Weltkrieg nur mündlich überliefert wurden, und erlauben üblicherweise keine Veränderungen. Aus dem Fundus der vorhandenen Melodien wählt der Ensembleleiter die für die gezeigten Szenen passenden aus. Das Repertoire und die Orchesterbesetzung sind dieselben wie beim Maskenspiel khon.
Zum Einsatz kommt der bekannteste pi phat-Ensembletyp mit harten Schlägeln, piphat mai khaeng, der von den drei Größen des Ensembles die kleine Besetzung piphat krüang ha darstellt. Die Musikinstrumente sind das melodieführende Trogxylophon ranat ek mit 21 hölzernen Klangstäben, das zur Gruppe der ranat (in Kambodscha roneat) gehört; der große Gongkreis khong wong yai mit 16 waagrecht im Kreis um den Musiker auf einem Resonanzkasten liegenden Buckelgongs; das 40 Zentimeter lange Doppelrohrblattinstrument (Oboe) pi nai mit sechs Fingerlöchern, das bekannteste der pi-Instrumente; die zweifellige Fasstrommel taphon mit Schnurspannung, die wesentlich größere, zweifellige Fasstrommel klong that, deren Hautmembranen am Rand aufgenagelt sind und die Messingzimbeln ching als Taktgeber. Das ranat ek dirigiert das Ensemble und der Gongkreis spielt die Hauptmelodielinie. Die taphon muss auf die rhythmische Koordinierung der Musik mit den Tänzern achten. Die pi nai variiert die Hauptmelodie. Im 19. Jahrhundert kam zur bisherigen instrumentalen Musik ein Chor hinzu, der außerhalb der Bühne beim Erzähler platziert ist. Bei der Oboe wurde ab Mitte des 19. Jahrhunderts zwischen pi nai (hierbei steht nai für „innen“) für Vorstellungen innerhalb des Königspalastes und pi nok (nok, „außen“) für Vorstellungen außerhalb des Palastes unterschieden. Das Ensemble kann um weitere der genannten Instrumente vergrößert werden. Meist unentbehrlich sind zwei kleinere Fasstrommeln, klong ting (glongting), die zwei bis drei Meter lange Bambusschlitztrommel krong (grong) und ferner ein Paar zylindrische Trommeln mit Schnurverspannung, klong khaek, die zusätzlich bei Liebes- und Kampfszenen geschlagen werden.
Die phleng naphat-Melodien werden thematisch nach den Szenen eingeteilt, die sie begleiten, etwa: Kampfszenen und Verfolgungsjagden, magische Praktiken und Verwandlungen, Ausdruck von Gefühlen (weinen, glücklich sein), alltägliche Verrichtungen sowie allgemein Bewegungen entlang des Bildschirms. Wer die Melodien kennt, der weiß, welcher Charakter sich auf der Bühne bewegt (menschlicher Held, Dämon, Tier), wie sich die Figur bewegt (langsam gehen, rennen, im Flug) und wohin die Reise geht. Zu jeder Melodie gehören für die einzelnen Charaktere jeweils eigene Tanzschritte. Hinzu kommen bestimmte Eröffnungsmelodien. Erzähler, Musiker und Tänzer müssen sich genau koordinieren. Das Musikensemble sitzt in der Mitte, einige Meter vor dem Bildschirm direkt vor den Zuschauern am Boden und blickt in Richtung des Schirms. Nur die Bambusschlitztrommel liegt hinter dem Bildschirm auf einer Halterung am Boden, damit die Spieler Kampfszenen rhythmisch betonen können.

### Ablauf der Aufführung

#### Am Nachmittag

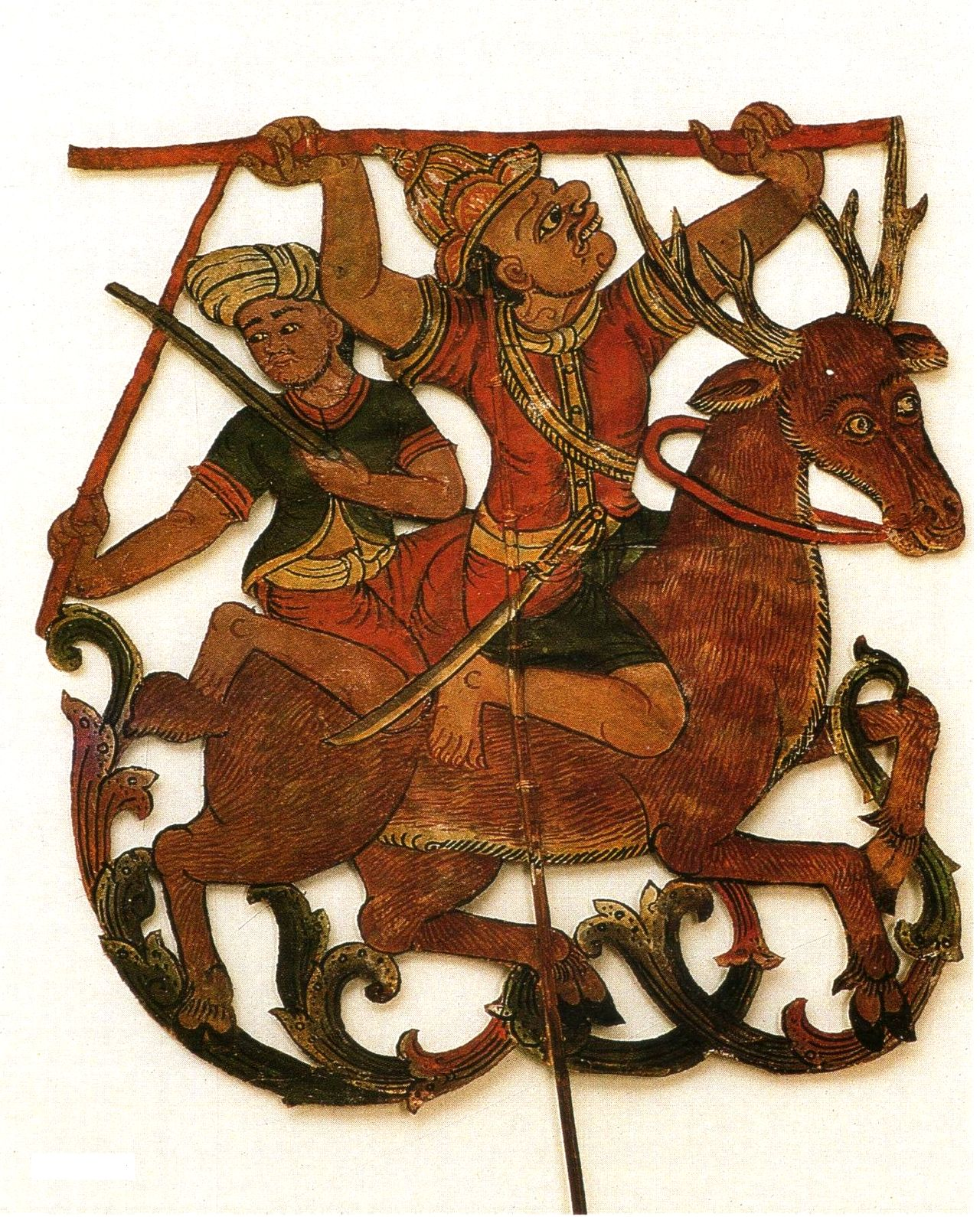
Nang rabam. Zwei einfache Soldaten der Dämonenarmee reiten auf einem Hirsch.

Eine nang rabam-Aufführung, die am Nachmittag stattfindet, beginnt ohne Zeremonie. Laut dem Kot Monthianban („Palastgesetz“) wurde das nang rabam Mitte des 15. Jahrhunderts als eigenständige Unterhaltungsform verstanden und wandelte sich erst in der Bangkok-Zeit zu einem Vorspiel des nang yai. Anders als im nang yai kommen im nang rabam Liebesgeschichten und keine Kampfhandlungen vor. Diese werden als Tänze vorgeführt, deren Stil dem Tanztheater lakhon entlehnt ist. Die schön kostümierten und mit Kopftuch bekleideten Tänzer bewegen sich zu den Melodien gesungener Erzählungen. Eine dieser Geschichten (Mekhala lo Kaeo) handelt von Mekhala (auch Mani Mekhala), der in Thailand und Kambodscha beliebten Schutzgöttin des Meeres und Donnergöttin, die in einem Jataka vorkommt und den Dämonen Ramasun (Ramasura) lockt. Ramasun wirft seine Axt auf sie, weil er ihren Juwel begehrt. Der Schlag, mit dem die Axt auf den Juwel trifft, erklärt in der thailändischen Mythologie die Entstehung des Donners.

#### Anrufungszeremonie
Der am Abend beginnenden nang yai-Aufführung geht eine festgelegte religiöse Zeremonie voraus. Wie diese im 19. Jahrhundert aussah, schildern ausführlich René Nicolas (1927) und Prinz Dhaninivat (1954). Am Nachmittag werden die Bildplatten in die Absperrung hinter dem Schirm gebracht. Ein khon thot nang („nang-Verteiler“) genanntes Ensemblemitglied legt sie in der Reihenfolge ihrer Verwendung und nach Charakteren getrennt bereit. Bei einbrechender Dämmerung stellt der Leiter des Ensembles die drei nang chao-Figuren vor dem Schirm auf: in der Mitte Phra Phrom (Brahma) als Rüsi (Eremit), rechts von ihm Phra Isuan (Shiva) und links Phra Narai (Vishnu) zueinander gewandt. Der Rüsi entspricht einem der Rishis in der indischen Mythologie, zu denen unter anderem Narada, der Erfinder der vina (etwa gleichbedeutend mit der himmlischen Musik) gehört. In seiner Eigenschaft ist Rüsi dem indischen Bharata gleichzusetzen, dem halbmythischen Weisen und Erfinder des Dramas, den Brahma die Theaterkunst lehrte und der sie an die Menschen weitergab, also dem „Ur-Lehrer“ auch der nang yai-Theateraufführung.
Den Auftakt bildet eine Huldigung an die Götter: die Zeremonie bök na phra oder wai khru nang. Musiker, Darsteller und jeder, der mit der Aufführung zu tun hat, ehrt die Götter. Opfergaben an die drei Figuren waren im 19. Jahrhundert Betelnüsse und -blätter, Gebäck, ein Schweinekopf und sechs an Kerzen befestigte Geldstücke. Der Auftraggeber der Veranstaltung überreicht dem Spielleiter drei der Kerzen als Opfergabe. Eine davon geht weiter an den Leiter des Musikensembles, der sie anzündet und auf die verehrte Trommel taphon stellt. Die taphon, die in ihrer musikalischen Bedeutung der javanischen kendang entspricht, wird mit dem weisen Narada identifiziert, dem „Ur-Lehrer“ der Musik. Die beiden anderen Kerzen werden vor die Figuren Shivas und Vishnus gestellt und angezündet.
Der Leiter des Ensembles oder der Vorsteher des Wats spricht eine Verehrungsformel. Das Ensemble spielt eine an die Götter gerichtete Musik. Danach tanzen zwei Darsteller mit den Figuren von Phra Isuan und Phra Narai, während alle Beteiligten Anrufungstexte an die Götter und an den Rüsi, den alten Meister des nang-Schauspiels singen, damit er der nun folgenden Aufführung seinen Segen erteilt. Die Figur des Einsiedlers und die beiden Götterfiguren werden währenddessen feierlich hinter die Bühne gebracht, dann wird das Feuer zur Beleuchtung der Bühne angezündet.
Der Anrufungsgesang besteht aus drei hymnischen Strophen. In der ersten Strophe werden zunächst König Thotsarot von Ayutthaya (im Ramayana König Dasharatha des Königreichs Kosala) und Phra Ram begrüßt. Shiva und Vishnu werden gepriesen und die Herstellung einer nang yai-Figur wird beschrieben. Die zweite Strophe beginnt mit dem Lobpreis Rüsis, gefolgt von der Preisung Buddhas und des burmesischen Königs Anawrahta, der Mitte des 11. Jahrhunderts den Theravada-Buddhismus in den Norden des heutigen Thailand brachte. Zu den Angerufenen gehören ferner Naturgeister und der „Ur-Lehrer“. Gerühmt werden die Figuren des Schattenspiels und die Kunstfertigkeit ihrer Vorführer. In der dritten Strophe erflehen die Beteiligten den Segen der Götter für sich selbst und die Zuschauer und erteilen dem „Meister der Fackel“ die Anweisung, die Feuer anzuzünden. Mit einem ehrerbietenden Gruß (wai) endet die Anrufung. In den Texten kommt die Priesterfunktion des Spielführers zum Ausdruck. Eine solche priesterliche Aufgabe erfüllen auch die Spielleiter beim nang talung, die dalang in Indonesien und exemplarisch die Leiter des religiösen Schattenspiels Tholpavakuthu in Indien.

#### Vorspiel
Das nun folgende Vorspiel, jap ling huakham („Fangen des Affen in der Abenddämmerung“), wird vom Musikensemble begleitet, das die Trommel taphon und ein anregendes Solo auf der pi nai spielt. Die hierbei gespielte Episode zeigt einen kurzen Kampf zwischen dem guten weißen und dem bösen schwarzen Affen, die im Wald leben. Die Geschichte wird mit Komik erzählt und enthält eine Moral. Der schwarze Affe sorgt für Unordnung, der weiße will ihn fassen, um die Ordnung wiederherzustellen. Nachdem der weiße Affe den schwarzen gestellt hat, beginnt ein Kampf, bei dem sich dreimal die Gegner aufeinander stürzen, bis letztlich der weiße Affe den Sieg davonträgt. Der weiße Affe will seinen gefesselten Gegner zum Platz der Hinrichtung bringen. Unterwegs kommen sie an einem Einsiedler vorbei, der bittet, den schwarzen Affen am Leben zu lassen. Erst nach langer Diskussion erklärt sich der weiße Affe dazu bereit und der schwarze Affe verspricht nach einer Belehrung, künftig artig sein zu wollen. Dann verabschieden sie sich und gehen auseinander. Die Szene wird mit sechs Darstellern, die abwechselnd vor und hinter dem Bildschirm agieren, komplex und spannungsreich gestaltet.

#### Hauptspiel

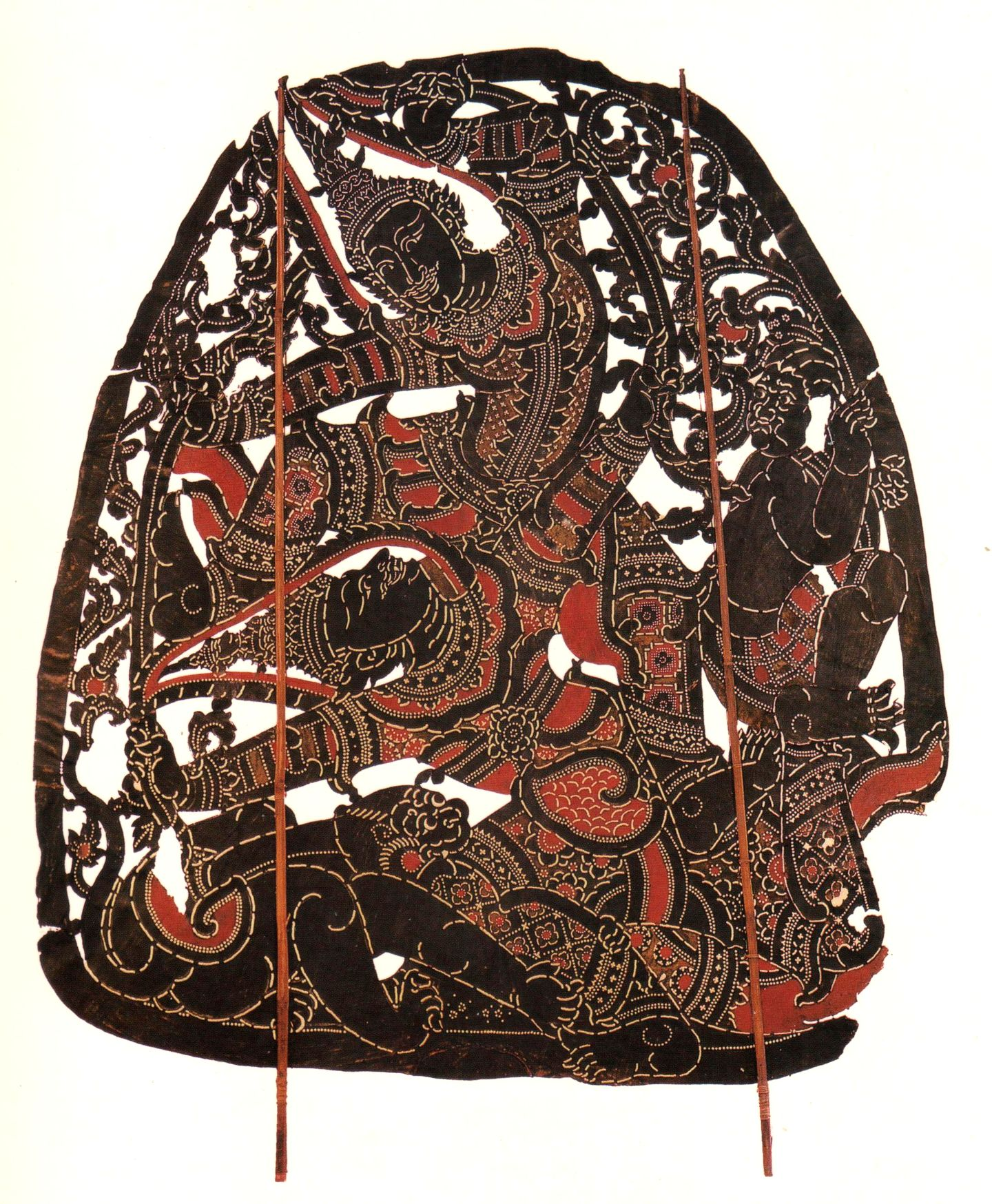
Nang yai: Phra Ram (oben) kämpft mit Thotsakan

Eine nang yai-Aufführung, wie sie im 19. Jahrhundert üblich war, dauerte ungefähr bis um Mitternacht. Es werden mindestens 10, manchmal bis zu 20 Darsteller benötigt, die khon chöt („Heber“) heißen. Diese „heben“ die Bildplatten mit beiden Händen an den beiden Stäben oder bei kleineren Platten am einen Stab etwa mit der Unterkante auf Augenhöhe senkrecht in die Höhe. Die Haltung der Beine des Darstellers entspricht derjenigen der Figurenplatte, die er trägt, auch wendet er sein Gesicht in dieselbe Richtung wie die Figur. Spieler und Figur bilden eine ästhetische Einheit, die insgesamt einen bestimmten Charakter darstellt. Die Spieler kommen grundsätzlich von rechts auf die Bühne und gehen nach links ab. Rechts ist im indischen Kulturraum die „gute“ Seite, an der im Schattenspiel die Helden- und Götterfiguren platziert werden (Blickrichtung von hinten auf den Bildschirm). Zunächst treten die Dämonen-Darsteller auf die Bühne, gefolgt von den Menschen und Affen, bis sich die beiden Streitmächte versammelt gegenüberstehen: rechts Phra Ram und seine Leute, auf der „bösen“ linken Seite die Dämonen.
Außer den Spielern und Musikern sind zwischen zwei und vier Sprecher im Einsatz, die sich die Figuren der Partei Phra Rams einschließlich der hilfreichen Affen und deren Gegenspieler auf der Seite der Dämonen aufteilen. Die Sprecher (khonjeraja) führen die Dialoge und treten als außenstehende Erzähler (khonphak) auf, welche den Gang der Handlung (khamphak) schildern. Wie im Maskendrama khon gibt es neben der Verserzählung (khamphak) den Dialog (khamjeraja oder ceraca) in rhythmischer Prosa als zweite literarische Gattung.
Zur Erzählung (khamphak) gehört, den Ablauf der Ereignisse und die Gefühle der Personen zu beschreiben. Formal werden die khamphak-Texte in sechs Gruppen eingeteilt. Zu diesen gehört phak müang, die Einführung in die erste Szene, mit der das Militärlager Phra Rams und die Stadtbefestigung seines dämonischen Widersachers beschrieben wird. Phak o ist ein Klagelied, mit phak chom dong wird die Natur beschrieben und mit phak banyay ein bestimmter Gegenstand oder eine einzelne Aktion. Jede zweite Textzeile schließt mit einem Schlag auf der taphon ab, dem zwei Schläge auf der größeren Trommel klong that und ein bestimmter Ausruf aller im Hintergrund sitzenden Darsteller folgen.
Der Dialog (khamjeraja) ist eine Improvisation der Sprecher in einem bestimmten Versmaß, die mit Witz gestaltet werden muss. Dialoge kommen als direkte Rede der Figuren und als hörbar gemachte Gedanken und Stimmungen der Figuren vor. Der Tonfall muss den Charakteren angepasst sein und von angenehm hoch klingend bei den Damen, über schnell und gewitzt bei den Affen bis zu laut und wild bei den Dämonen wechseln.
Das Hauptspiel behandelt Episoden aus dem Ramakian, bei dem – abgewandelt nach der indischen Vorlage Ramayana – Phra Ram (der indische Rama), ein Prinz aus dem Königreich Ayutthaya und eine Inkarnation Vishnus mit seinem Affenheer gegen den Widersacher Thotsakan (den indischen Ravana) kämpft und ihn schließlich besiegt. Ursache für den Kampf ist die Entführung und Gefangennahme von Ramas versprochener Gemahlin Sida (Sita) durch Thotsakan. Sida ist eine Tochter Thotsakans und dessen Frau Montho, wurde aber kurz nach ihrer Geburt auf dem Wasser ausgesetzt, da sie einer Wahrsagung zufolge Unglück bringen und den Tod Thotsakans bewirken sollte. Das Stück endet mit der prunkvoll inszenierten Hochzeit des Heldenpaares. Bis dahin sind viele Wendungen des Schicksals, Verwandlungen, strategisch organisierte Schlachten und Zweikämpfe unter Einsatz magischer Waffen zu überstehen.